# 龍牙花
龍牙花，別稱龍芽花、烏仔花、象牙花、象牙紅、木本象牙紅、英雄樹、雞公花、雞公樹、關刀花、珊瑚刺桐、珊瑚樹、四季樹等，為蝶形花科刺桐屬植物。木材質地柔軟，可代軟木作木栓。樹皮含龍牙花素，能藥用，有麻醉、鎮靜作用。樹皮及新鮮種子汁液會破壞動物神經系統，誤服會產生頭昏的症狀。
种名corallodendron意为珊瑚状树的。

## 別名
龍牙花於花開時由於為數眾多兼艷麗，有如海中的珊瑚一般故而有珊瑚刺桐之稱。龍牙花因花色紅艷奪目，遠看有如一支支紅色的象牙突出於綠葉叢中，故而有象牙紅之稱。龍牙花於開花時，彎刀狀的紅花像公雞頭上的羽毛般昂揚，因而有雞公樹之稱。龍牙花於秋季時全株長滿小葉，冬季落葉，相傳早期農民依靠它四季分明的特性來辨年識月，故而有四季樹之稱。

## 分佈及生境
原產美洲熱帶地區，現分佈於中國大陆及台灣等地，大陆地区分佈於廣東、廣西、福建、海南、雲南、山東、桂林、貴陽花溪、西雙版納、杭州、河南、河北、北京、成都等。喜向陽及不當風處生長，抗風力弱，能抗污染，生長速度中等。

## 形態特徵
龍牙花是一種灌木或落葉小喬木植物，高約3－15米，樹冠闊度可達3.5米。樹皮粗糙，灰褐色；樹幹及枝條疏生粗壯的黑色瘤狀皮刺，老枝無刺。葉為三出羽狀複葉，互生；葉柄無毛，淡紅色，有時上和下面中脈上疏生倒鈎狀小皮刺，長約6－12厘米；頂生小葉較側生小葉為大，側生小葉基部略偏斜；小葉菱狀卵形或菱形，頂端尾狀或漸尖而鈍，基部寬楔形或近截形或近圓形，基部有一對腺體，全緣，兩面無毛，有時背面的中脈上具小皮刺，長約4－10厘米，寬約2.5－8厘米；小葉柄無毛及中脈上有刺，長約3－5毫米；小托葉腺體狀。
花為總狀花序，腋生，每2－3朵花聚生於斜上的總花梗突起的節上，形成總狀花序，長可達30厘米以上，先葉開放，或與葉同時開放，未開放時長牙形；總花梗長約40－60厘米，較其他刺桐類長；總花梗及花序軸初時披柔毛，後漸脫落；花冠深紅色，具短梗，與花序軸成直角或稍下彎，狹而近閉合，長約4－6厘米；萼片鐘狀，暗紫褐色，口部近截形，僅下面有一枚萼齒三角形刺芒狀小齒，萼齒不明顯，無毛，長約8－10毫米；花瓣5枚，蝶形，長短不一，均無爪；旗瓣深紅色，長橢圓形，頂端微缺，略具瓣柄至近無柄，長約4.5－6厘米，常緊包龍骨瓣，較龍骨瓣及翼瓣長；龍骨瓣無瓣柄，長約2.2厘米，為旗瓣長度的四分之一；翼瓣短，無瓣柄，長約1.4厘米；翼瓣及龍骨瓣略長於花萼；雄花器由十支雄蕊組成，雄蕊分成二束，為二體雄蕊，其中一束只有一支雄蕊，另一束則由九支雄蕊組成，這九支雄蕊的花絲合生在一起，不整齊，略短於旗瓣，突出於龍骨瓣之外；子房有長子房柄，披白色短柔毛；花柱向上微彎，無毛；柱頭頭狀；。果為莢果，帶狀，頂端有喙，具梗，無毛，種子間形成收縮節，稍呈念珠狀，種子數顆，長約10－20厘米，貌似四季豆的果實，但略小。種子深紅色，橢圓形，常有一黑斑，有毒
。

## 外部連結
- 珊瑚刺桐 （页面存档备份，存于）台灣植物資訊整合查絢系統
- 香港觀賞植物照片廊香港康樂及文化事務署
- 龙牙花[]中國植物圖像庫
- 龙牙花（Erythrina corallodendron） （页面存档备份，存于）白雲山植物網
- Erythrina corallodendron L.  （页面存档备份，存于）中科院鼎湖山站植物名錄
- 珊瑚刺桐 （页面存档备份，存于）
- 龍牙花, Longyahua （页面存档备份，存于） 藥用植物圖像數據庫 (香港浸會大學中醫藥學院) （繁體中文）（英文）